# Marietta Shaginyan
Marietta Sergeevna Shaginian (em em russo:  Мариэ́тта Серге́евна Шагиня́н, em armênio/arménio:  Մարիետա Սերգեյի Շահինյան) foi uma autora e ativista soviética com ascendência armênia. Ela foi uma das "companheiras de viagem" da década de 1920, dirigida pela Irmandade Serapion e se tornou um dos escritores comunistas mais prolíficos da ficção satírica de fantasia.

## Biografia
Em fevereiro de 1912, ela escreveu ao compositor Sergei Rachmaninoff, assinando como "Dee". Essa foi a primeira de muitas cartas escritas entre eles nos próximos 5 anos, muitas citadas em Bertensson e Leyda. Mais tarde, em 1912, Rachmaninoff pediu que ela sugerisse poemas que ele pudesse colocar como músicas. Muitas de suas sugestões apareceram em sua Op. 34 daquele ano. O primeiro grupo, do poema "A musa" de 1828, de Pushkin, foi dedicado a ela. Em 1913, ele dedicou seu primeiro conjunto de poemas publicados, "Orientalia". Rachmaninoff deixou a Rússia em 1917, para nunca mais voltar, e sua correspondência cessou naquele momento.
Shaginian é a autora dos romances Miss Mend: Yankees in Petrograd (1923), Three Looms (1929) e Hydrocentral (1930-1931), pelos quais ela foi criticada pelos críticos literários soviéticos que descobriram que sua ficção inovadora era "decadente" e  burguesa". Ela foi forçada a parar de escrever nesse gênero e recorreu à redação. Por seus romances sobre a vida e as atividades de Lenin, ela recebeu o Prêmio Lenin em 1972. Ele passou boa parte do tempo em Koktebel, na Crimeia, onde havia comprado uma casa de veraneio para sua família. A elite boêmia russa se reunia em Koktebel todo verão e ficava lá até setembro, passando um tempo na casa de Voloshin. 
O planeta menor 2144 Marietta descoberto em 1975 pelo astrônomo soviético Lyudmila Chernykh leva seu nome em sua homenagem.

## Livros
- Mess-Mend: Yankees en Petrogrado. Trans. Samuel Cioran. Ann Arbor: Ardis, 1991.
- Lori Len Metallist [Laurie Lane, Metalworker]. Moscú: Gos-Izd, 1924.
- Doroga v Bagdad [O caminho para Bagdá]. San Petersburgo, 1925.
- Gidrotsentral [HydroCentral]. Leningrado, 1929.
- Armianskaya literatura i iskusstvo [Literatura e arte armênia]. Ereván, 1961.
- Taras Shevchenko. Moscú, 1964.